# 塩浜村
塩浜村（しおはまむら）は三重県三重郡にあった村。現在の四日市市中心部の南方、鈴鹿川の河口左岸、近鉄名古屋線・塩浜駅の周辺にあたる。

## 地理
- 河川：鈴鹿川、内部川

## 歴史
- 1889年（明治22年）4月1日 - 町村制の施行により、塩浜村・馳出村・旭村および六呂見村の一部の区域をもって発足。
- 1930年（昭和5年）1月1日 - 四日市市に編入。同日塩浜村廃止。

## 交通

### 鉄道路線
- 鉄道省
  - 関西本線（貨物支線）
    - 塩浜駅（貨物駅）
- 伊勢電気鉄道
  - 本線（現・近鉄名古屋線）
    - 塩浜駅

## 出身者
- 伊藤傳三 - 伊藤ハム創業者。